# Billie Zangewa
Billie Zangewa (sinh năm 1973 tại Blantyre, Malawi) là một nghệ sĩ nửa người Malawian nửa Nam Phi làm việc trên vải lụa. Cô sống ở Johannesburg. Từ năm 2004, nghệ thuật của cô đã xuất hiện trong các triển lãm quốc tế bao gồm tại Hội chợ nghệ thuật Paris tại Grand Palais ở Paris.

## Tiểu sử
Cô sinh năm 1973 tại Blantyre, Malawi và tốt nghiệp ngành Mỹ thuật tại Đại học Rhodes, Nam Phi. Mẹ cô làm việc trong ngành dệt may về thêu và thêu. Trong khóa đào tạo nghệ thuật của mình, cô đã thử nghiệm một số phương thức biểu đạt, nhưng cuối cùng trở nên say mê công việc của lụa, cả vì hứng thú với các loại vải, độ sáng và hiệu ứng phản chiếu của nó. Cô chỉ ra rằng: "Silk có chất lượng phản chiếu tuyệt vời nhưng đồng thời, tôi nghĩ nó rất hiện đại và đi đầu trong thời trang".
Làm việc tại Gaborone, Botswana, sau đó là Johannesburg mà còn ở London, cô đã tìm cách dịch một góc nhìn nữ tính về môi trường đô thị của mình. Cô đã nói về sở thích của mình đối với nhiếp ảnh thời trang và phương pháp kể chuyện, ví dụ, về Ellen von Unwerth trong các tác phẩm của cô. Công việc của cô đã dẫn đến việc sản xuất túi xách, sử dụng những cảnh được chụp từ thành phố Johannesburg. Ngoài ra, cô đã tạo ra các ảnh ghép, sử dụng, trên bề mặt vải, văn bản, hình ảnh, với ảnh hưởng nghệ thuật pop. Đôi khi, các hiệu ứng bao gồm thêu, hạt và chiếu.
Tác phẩm năm 2014 của Zangewa Constant Gardener thuộc sở hữu của Bảo tàng Nghệ thuật Châu Phi của Smithsonian ở Washington, D C.
Năm 2018, Zangewa là nghệ sĩ nổi bật cho FNB JoburgArtFair hàng năm. Năm 2019, Zangewa được đưa vào chương trình "Tôi là nữ nghệ sĩ đương đại của châu Phi" tại Bảo tàng nghệ thuật châu Phi.
Zangewa được bao gồm trong cuốn sách Vitamin T: Threads and Textiles in Contemporary Art (Phaidon, 2019) ISBN 0714876615